# 이충걸
이충걸(1963년 ~ )은 대한민국의 출판인이다. 성균관대학교 건축공학과를 졸업하고 쉬즈, 행복이 가득한 집, 보그 등에서 기자 및 편집자로 일했다. 2001년부터 2018년까지 GQ KOREA 편집장을 맡았다.

## 저서
- 해를 등지고 놀다, 도솔, 1999년
- 어느날 엄마에 관해 쓰기 시작했다, 디자인하우스, 2002년
- 슬픔의 냄새, 시공사, 2004년
- 갖고 싶은 게 너무나 많은 인생을 위하여: 미처 탐구되지 않았던 쇼핑에 대한 뜻밖의 기록, 위즈덤하우스, 2008년
- 완전히 불완전한, 생각의나무, 2011년
- 소울푸드, 청어람미디어, 2011년 (공저)